# جاي هوارد
جاي هوارد (بالإنجليزية: Jay Howard)‏ هو سائق سيارة سباق بريطاني، ولد في 16 فبراير 1981 في Basildon ‏ في المملكة المتحدة.

## وصلات خارجية
- الموقع الرسمي